# Daniel P. Leaf

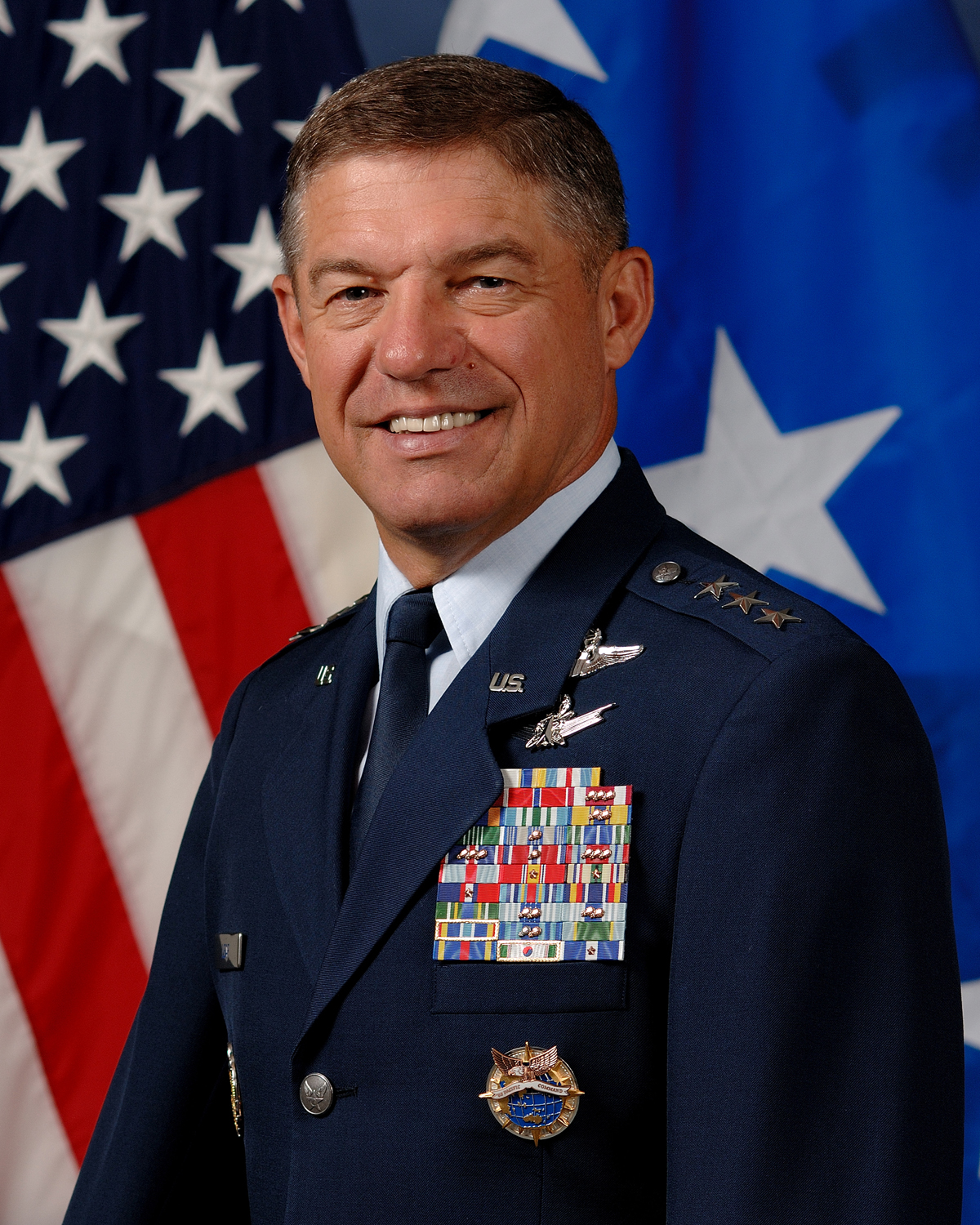
Lieutenant General Daniel P. Leaf

Daniel P. Leaf (* ca. 1952 in Shawano, Wisconsin) ist ein ehemaliger Lieutenant General der US Air Force. Er diente zuletzt von 2005 bis 2008 als stellvertretender Kommandeur des US Pacific Command. Vom 12. bis zum 26. März 2007 diente er zudem als dessen Interim-Kommandeur. Seit September 2008 ist er Vizepräsident für Strategische Initiativen im Sektor Missionssysteme beim US-Rüstungshersteller Northrop Grumman.

## Militärische Laufbahn

### Ausbildung und erste Verwendungen
Leaf schloss 1974 die University of Wisconsin–Madison mit einem Bachelor in Politikwissenschaft ab und erhielt am 10. Dezember durch das ROTC-Programm der US Air Force sein Offizierspatent als Second Lieutenant. Vom Dezember 1974 bis zum November 1975 wurde er dann auf der Columbus Air Force Base, Mississippi zum Piloten ausgebildet. Anfang 1976 absolvierte er im Fernstudium die Staffeloffizierschule. Vom März bis zum November 1976 wurde er auf der George Air Force Base, Kalifornien, an der F-4C/D „Phantom II“ ausgebildet. Im November wurde dann auf die Holloman Air Force Base, New Mexico, versetzt, erhielt am 10. Dezember seine Beförderung zum First Lieutenant und diente dort als Phantom-Pilot in der 7. und 9. taktischen Jagdfliegerstaffel. In dieser Position diente er bis zum April 1978 und wurde im Mai desselben Jahres auf die Patrick Air Force Base, Florida, versetzt und absolvierte dort bis zum August die Ausbildung auf der Rockwell OV-10. Im August 1978 wurde er auf die Osan Air Base in Südkorea versetzt und erhielt dort am 5. Dezember seine Beförderung zum Captain. Er diente auf der Osan AB als OV-10 Forward Air Controller in der 19. taktischen Luftunterstützungsstaffel; als Flugausbilder und -prüfer in der 51. Verbundgruppe und später als Leiter, Standardisierungs- und Auswertungsoffizier der 5. taktischen Gruppe. Im April 1980 wurde Leaf in den Pazifik versetzt und diente bis zum Juli 1981 auf der Hickam Air Force Base, Hawaii, im Hauptquartier der Pacific Air Forces. Er diente dort als Waffensystem-Projektoffizier sowie als Standardisierungs- und Auswertungsoffizier und Flugprüfer. Nach dem Dienst auf Hawaii schloss sich vom Juli 1981 bis zum Juni 1985 wiederum eine Auslandsverwendung an, diesmal als Pilot einer F-15 „Eagle“, sowie als Ausbilder, Chef der Ausbildungsplanung und Flugkommandeur der 44. taktischen Jagdfliegerstaffel und danach als Leiter der Standardisierungs- und Auswertungsabteilung des 18. taktischen Jagdfliegergeschwaders auf der Kadena Air Base in Japan. Während dieser Verwendung absolvierte Leaf per Fernstudium 1983 auch das Air Command and Staff College.

### Erste Stabsverwendungen und Kommandos
Es folgte seine Beförderung zum Major am 1. Mai 1985. Vom Juni 1985 bis zum Mai 1988 war Leaf am Command and General Staff College in Fort Leavenworth, Kansas, absolvierte dies zunächst, erhielt 1986 einen Master in Militärwissenschaft und war danach Fakultätsmitglied. In dieser Zeit absolvierte er per Fernstudium das Air War College und absolvierte die Bataillonskommandoausbildung der US Army. Vom Mai 1988 bis zum Mai 1992 war Leaf auf der Luke Air Force Base, Arizona, eingesetzt und erhielt dort am 1. Juni 1988 auch seine Beförderung zum Lieutenant Colonel. Er diente dort als Ausbilder für die F-15, Leiter der Standardisierungs- und Auswertungsabteilung, sowie als Operationsoffizier der 426. taktischen Jagdfliegerstaffel. Danach übernahm er ebenfalls auf der Luke AFB das Kommando über die 555. taktische Jagdflieger-Ausbildungsstaffel und kommandierte anschließend die 58. Operationsunterstützungsstaffel. Vom Juni 1992 bis zum Juni 1993 war Leaf dann ausgewählter Student bzw. Forschungsassistent des Air Combat Command am Air War College auf der Maxwell Air Force Base in Alabama und veröffentlichte 1993 die Arbeit Unity of Command and Interdiction.
Im Juli 1993 wurde er dann auf die Langley Air Force Base, Virginia, versetzt und diente dort zuerst als stellvertretender Kommandeur und nach seiner Beförderung zum Colonel, 1. Januar 1994, bis zum Juli 1995 als Kommandeur der 1. US-Operationsgruppe. Vom März bis zum Juni 1995 folgte dann eine weitere Auslandsverwendung, diesmal als Operationsoffizier (J-3) der Joint Task Force-Southwest Asia in Riad, Saudi-Arabien. In dieser Verwendung flog Leaf während der Operation Southern Watch Einsätze mit der F-15J „Eagle“ über dem Südirak. Danach diente er vom Juli 1995 bis zum Juni 1997 als stellvertretender Operationsoffizier der US Forces Korea und als assistierender stellvertretender Operationsoffizier (C-3) des US Combined Forces Command Korea in der Yongsan Garnison in Südkorea.
Zurück in den Vereinigten Staaten übernahm Leaf vom Juli 1997 bis zum November 1998 das Kommando über das 20. US-Jagdfliegergeschwader auf der Shaw Air Force Base in South Carolina. Im November 1998 übernahm Leaf das Kommando über das 31. US-Jagdfliegergeschwader und den 31st Air Expeditionary Wing auf der Aviano Air Base in Italien, welche er bis zum Januar 2000 führte. In dieser Zeit war er 1998 auf der Incirlik Air Base in der Türkei stationiert und nahm mit einer Staffel des Geschwaders in einer F-16CJ „Fighting Falcon“ an der Operation Northern Watch über dem Nordirak teil. 1998 absolvierte er zudem auf der Maxwell AFB den Senior Information Warfare Applications Course. Am 1. Juli 1999 wurde Leaf dann zum Brigadier General befördert. Während der NATO-Operation Allied Force, den Luftoperationen im Kosovokrieg 1999 flog Leaf selbst ein Flugzeug und kommandierte zudem Nacht- und Tageskampfeinsätze in einer F-16CG „Fighting Falcon“ über Serbien und dem Kosovo.

### Dienst im Irak-Krieg und danach
Vom Januar 2000 bis zum November 2002 war Leaf als Direktor für operative Beschaffung im Büro des stellvertretenden Stabschef für Luft- und Raumfahrtoperationen im Hauptquartier der US Air Force in Washington, D.C. eingesetzt. Während dieser Zeit absolvierte er auch den 2000 National Security Leadership Course an der Syracuse University in Syracuse, New York, den Joint Flag Officers Warfighting Course auf der Maxwell AFB, sowie 2001 den Joint Force Air Component Commander Course und wurde schließlich am 1. April 2002 zum Major General befördert. Im Dezember 2002 übernahm er den Posten des Direktors für operativ notwendige Beschaffung in Washington (D.C.) und diente auf diesem Posten bis zum Juli 2003. Im Rahmen dieser Verwendung war er während der Operation Iraqi Freedom, dem Irak-Krieg von 2003, zwischen Februar und April 2003 als Direktor des Air Component Coordination Element des Coalition Forces Land Component Command (CFLCC) im Camp Doha in Kuwait und dem Irak eingesetzt. In dieser Verwendung war er der direkte Vertreter des Kommandeurs der US Central Command Air Forces, T. Michael Moseley, beim Kommandeur des CFLCC, David D. McKiernan.
Im August 2003 wurde Leaf dann nach Colorado Springs, Colorado, versetzt und diente dort bis zum September 2005 als stellvertretender Kommandeur des Air Force Space Command auf der Peterson Air Force Base. Für diese Position wurde er abermals befördert, nämlich am 1. September 2003 zum Lieutenant General. Zudem absolvierte er 2004 auch den Kurs Leadership at the Peak am Center for Creative Leadership in Colorado Springs.

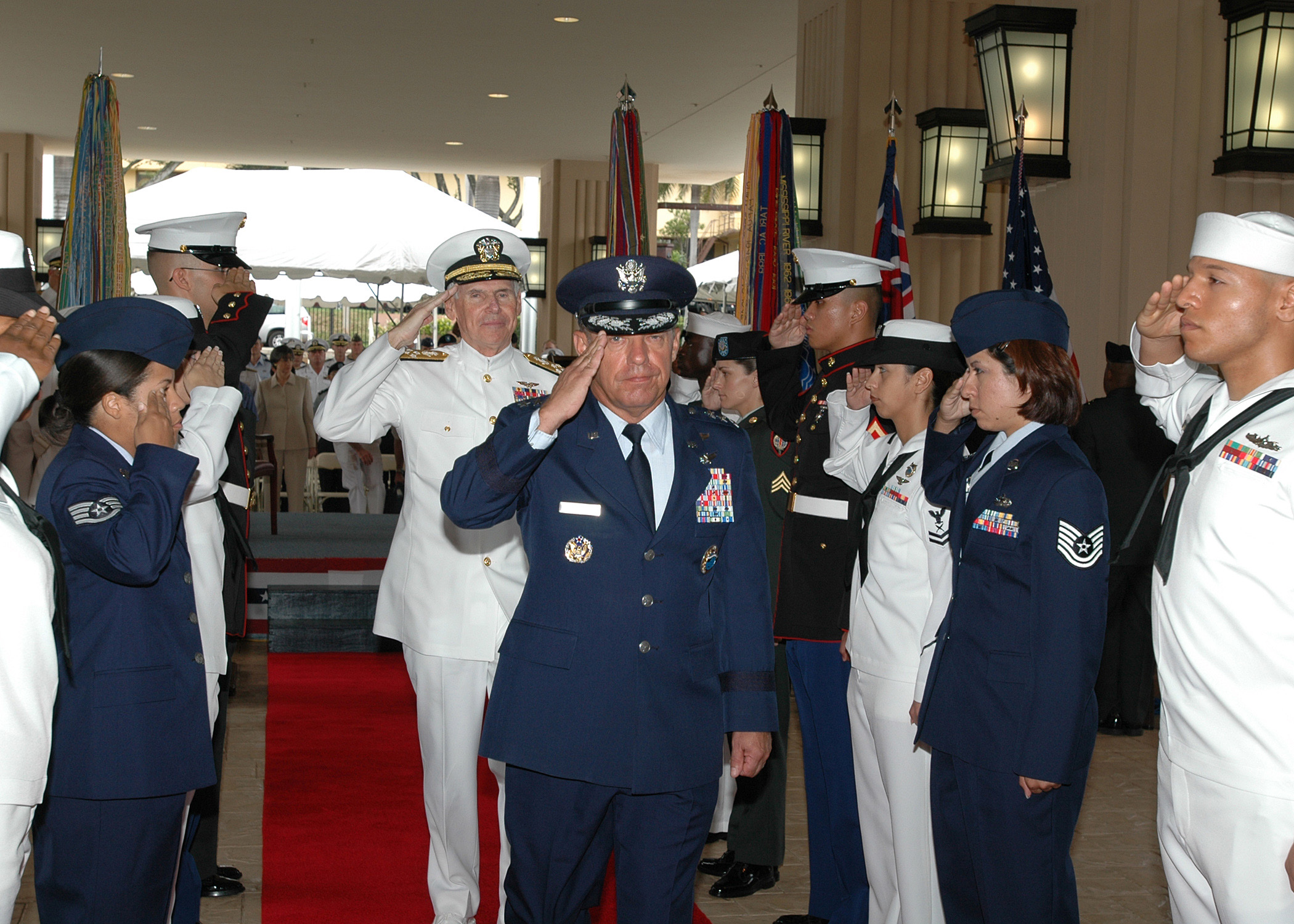
Leaf und Adm. Fallon bei der Kommandoübergabe, März 2007.

Anschließend diente er seit Oktober 2005 als stellvertretender Kommandeur des US Pacific Command (PACOM) in Camp H. M. Smith, Hawaii, unter Admiral William J. Fallon. Da Fallon jedoch am 16. März 2007 das Kommando über das US Central Command übernahm und die Bestätigung seines nominierten Nachfolgers, Admiral Timothy J. Keating, noch ausstand, übergab Fallon das Interim-Kommando am 12. März an Leaf. 14 Tage später am 26. März übergab Leaf dann im Hauptquartier auf Hawaii das Kommando an seinen neuen Kommandeur Keating. Im April 2008 übergab er den Posten des stellvertretenden Kommandeurs des PACOM an Lieutenant General Douglas M. Fraser und trat zum 1. Juni in den Ruhestand.
Leaf ist ein Kampfpilot mit mehr als 3.600 Flugstunden auf folgenden Flugzeugtypen: F-4C/D „Phantom II“, Rockwell OV-10, O-2, F-15A/B/C/D „Eagle“, F-16 Block 25/40/42/50 „Fighting Falcon“, UH-1N „Iroquois“ and HH-60G „Pave Hawk“.

## Nach der Pensionierung
Im September 2008 ernannte der US-Rüstungshersteller Northrop Grumman Leaf zum Vizepräsidenten für Strategische Initiativen im Sektor Missionssysteme.

## Auszeichnungen
Auswahl der Dekorationen, sortiert in Anlehnung der Order of Precedence of Military Awards:
- Defense Distinguished Service Medal
- Air Force Distinguished Service Medal
- Defense Superior Service Medal
- Legion of Merit (2 ×)
- Bronze Star
- Meritorious Service Medal (4 ×)
- Air Medal (2 ×)
- Joint Service Commendation Medal
- Air Force Commendation Medal
- Army Commendation Medal (3 ×)
- Air Force Achievement Medal (2 ×)
- Army Achievement Medal
- National Defense Service Medal (2 ×)
- Southwest Asia Service Medal (2 ×)
- Global War on Terrorism Expeditionary Medal
- Global War on Terrorism Service Medal
- Kosovo Campaign Medal (2 ×)
- NATO-Medaille für den Kosovo (2 ×)

## Werke
- Leaf, Daniel P.: Establishment and Evolution of Air-to-Air Weapons System Evaluation Programs, Army Command and General Staff College thesis, 1988.
- Leaf, Daniel P.: The Future of Close Air Support, Military Review, 1988.
- Leaf, Daniel P.: Unity of Command and Interdiction, Air University Press, 1993.
- Leaf, Daniel P.: Acceptable Risk Planning Factor, Air-Land-Sea Applications Agency Bulletin, 1994.